# Monika Pyrek
Monika Zofia Pyrek-Rokita (Gdynia; 11 de agosto de 1980) es una atleta polaca, especialista en la prueba de salto con pértiga, con la que ha llegado a ser subcampeona mundial en 2005 y 2009.

## Carrera deportiva
En el Mundial de Helsinki 2005 gana la plata, tras la rusa Yelena Isinbayeva y por delante de la checa Pavla Hamáčková (bronce).
Al año siguiente, en el Campeonato Europeo de Atletismo de 2006 ganó la plata, con un salto de 4.65 metros, tras la rusa Yelena Isinbayeva que con 4.80 metros batió el récord de los campeonatos.
En el Mundial de Berlín 2009 gana de nuevo la medalla de plata, con un salto de 4,65 metros, quedando situada en el podio en esta ocasión tras su compatriota la polaca Anna Rogowska y empatada con la estadounidense Chelsea Johnson.